# 1995-ös Formula–1 brazil nagydíj
A brazil nagydíj volt az 1995-ös Formula–1 világbajnokság szezonnyitó futama.

## Futam
Az évadnyitó brazil nagydíjon a Williamsek szerezték meg az első sort az edzésen kétszer is balesetet szenvedő Schumacher és Herbert Benettonja előtt. Bár Schumacher a rajtnál élre állt, Hill-lel szemben (aki kétszer állt ki) háromkiállásos stratégián volt. Hill visszavette a vezetést a német első kiállása után, de váltóhiba miatt kiesett, így Schumacher győzött Coulthard és Gerhard Berger (Ferrari) előtt.
A verseny után az első két helyen végzetett kizárták, autójukban az üzemanyagot szabálytalannak találták. Mivel mindkét csapatnak az Elf cég szállította a benzint és az hibázott, ezért az FIA visszavonta a döntést és mégsem Berger lett a győztes. A két csapat azonban nem kapta meg konstruktőri pontjait és 200 000 dollár büntetést kapott.
| Helyezés | #  | Versenyző              | Csapat/Motor       | Futott körök | Idő/Kiesés oka | Rajthely | Pontszám |
| -------- | -- | ---------------------- | ------------------ | ------------ | -------------- | -------- | -------- |
| 1        | 1  | Michael Schumacher     | Benetton-Renault   | 71           | 1:38:34,154    | 2        | 10       |
| 2        | 6  | David Coulthard        | Williams-Renault   | 71           | +11,060        | 3        | 6        |
| 3        | 28 | Gerhard Berger         | Ferrari            | 70           | +1 kör         | 5        | 4        |
| 4        | 8  | Mika Häkkinen          | McLaren-Mercedes   | 70           | +1 kör         | 7        | 3        |
| 5        | 27 | Jean Alesi             | Ferrari            | 70           | +1 kör         | 6        | 2        |
| 6        | 7  | Mark Blundell          | McLaren-Mercedes   | 70           | +1 kör         | 9        | 1        |
| 7        | 4  | Mika Salo              | Tyrrell-Yamaha     | 69           | +2 kör         | 12       |          |
| 8        | 25 | Szuzuki Aguri          | Ligier-Mugen-Honda | 69           | +2 kör         | 15       |          |
| 9        | 17 | Andrea Montermini      | Pacific-Ford       | 65           | +6 kör         | 22       |          |
| 10       | 21 | Pedro Diniz            | Forti-Ford         | 64           | +7 kör         | 25       |          |
| Kiesett  | 9  | Gianni Morbidelli      | Footwork-Hart      | 62           | Motorhiba      | 13       |          |
| Kiesett  | 10 | Inoue Taki             | Footwork-Hart      | 48           | Motorhiba      | 21       |          |
| Kiesett  | 24 | Luca Badoer            | Minardi-Ford       | 47           | Motorhiba      | 18       |          |
| Kiesett  | 22 | Roberto Moreno         | Forti-Ford         | 47           | Kicsúszás      | 23       |          |
| Kiesett  | 29 | Karl Wendlinger        | Sauber-Ford        | 41           | Elektronika    | 19       |          |
| Kiesett  | 5  | Damon Hill             | Williams-Renault   | 30           | Váltó          | 1        |          |
| Kiesett  | 2  | Johnny Herbert         | Benetton-Renault   | 30           | Ütközés        | 4        |          |
| Kiesett  | 16 | Bertrand Gachot        | Pacific-Ford       | 23           | Váltó          | 20       |          |
| Kiesett  | 14 | Rubens Barrichello     | Jordan-Peugeot     | 16           | Váltó          | 16       |          |
| Kiesett  | 12 | Jos Verstappen         | Simtek-Ford        | 16           | Váltó          | 24       |          |
| Kiesett  | 3  | Katajama Ukjó          | Tyrrell-Yamaha     | 15           | Kicsúszás      | 11       |          |
| Kiesett  | 15 | Eddie Irvine           | Jordan-Peugeot     | 15           | Kuplung        | 8        |          |
| Kiesett  | 11 | Domenico Schiattarella | Simtek-Ford        | 12           | Kormány        | 26       |          |
| Kiesett  | 30 | Heinz-Harald Frentzen  | Sauber-Ford        | 10           | Elektronika    | 14       |          |
| Kiesett  | 26 | Olivier Panis          | Ligier-Mugen-Honda | 0            | Ütközés        | 10       |          |
| Kiesett  | 23 | Pierluigi Martini      | Minardi-Ford       | 0            | Váltó          | 17       |          |

## A világbajnokság élmezőnyének állása a verseny után
| H  | Versenyzők         | Pont | H  | Konstruktőrök    | Pont          |
| -- | ------------------ | ---- | -- | ---------------- | ------------- |
| 1. | Michael Schumacher | 10   | 1. | Ferrari          | 6             |
| 2. | David Coulthard    | 6    | 2. | McLaren-Mercedes | 4             |
| 3. | Gerhard Berger     | 4    | 3. | {{{3csap}}}      | {{{3cspont}}} |
| 4. | Mika Häkkinen      | 3    |    |                  |               |
| 5. | Jean Alesi         | 2    |    |                  |               |

- A Benetton-Renault  és a Williams-Renault csapatok szabálytalan üzemanyag használata miatt nem kapták meg a nekik járó pontokat.

## Statisztikák
Vezető helyen:
- Michael Schumacher: 47 (1-17 / 31-35 / 47-71)
- Damon Hill: 12 (18-21 / 23-30)
- David Coulthard: 12 (22 / 36-46)

Michael Schumacher 11. győzelme, 16. leggyorsabb köre, Damon Hill 5. pole-pozíciója.
- Benetton 16. győzelme.

Pedro Diniz első versenye.